# بروتين شبيه ELAV 3
البروتين الشبيه بـ ELAV 3 هو بروتين يُرمز في البشر بواسطة جين ELAVL3 .  